# Manuel Jamuana
Jamuana, właśc. Manuel Alexandre Jamuana (ur. 23 listopada 1984 w Luandzie) – angolski piłkarz grający na pozycji obrońcy.

## Kariera klubowa
Karierę piłkarską Jamuana rozpoczął w klubie Petro Atlético ze stolicy kraju, Luandy. W 2004 roku zadebiutował w jego barwach w pierwszej lidze angolskiej. Swój pierwszy sukces z Petro Atlético osiągnął w 2008 roku, gdy wywalczył pierwsze w karierze mistrzostwo Angoli. Z kolei w 2009 roku obronił ze swoim klubem tytuł mistrzowski.
W 2012 roku Jamuana grał w Sagradzie Esperança, w 2013 roku w Atlético Namibe, a w 2014 roku przeszedł do Atlético Sport Aviação.

## Kariera reprezentacyjna
W reprezentacji Angoli Jamuana zadebiutował w 2008 roku. W 2010 roku został powołany do kadry na Puchar Narodów Afryki 2010.